# مقاطعة أليغان (ميشيغان)
مقاطعة أليغان هي مقاطعة تقع في المنطقة الجنوب غربية من شبه الجزيرة السفلى بولاية ميشيغان الأمريكية، بلغ عدد سكانها 111٬408 نسمة، بحسب تعداد عام 2010، عاصمتها ألغن، تبلغ مساحتها 4٬748 كيلومتر مربع.

## الموقع
تشترك في الحدود مع:
- مقاطعة أوتاوا (ميشيغان)
- مقاطعة فان بورين (ميشيغان)
- مقاطعة كينوشا.

## التقسيمات الإدارية
- ألغن.

## أعلام
- روث تومسون